# ABANTU for Development
ABANTU for Development ist eine panafrikanische internationale Nichtregierungsorganisation, die Frauen für Führungsaufgaben im Bereich nachhaltige Entwicklung ausbildet. Abantu bedeutet in mehreren afrikanischen Sprachen „Menschen“. Die Organisation wurde 1991 von afrikanischen Frauen in London gegründet. Ihre Zielvorstellung ist, dass Geschlechterdiskriminierung als wichtigstes Hindernis für nachhaltige Entwicklung und soziale Gerechtigkeit anerkannt wird. Die Hauptbüros befinden sich in Großbritannien, Kenia und Tansania, weitere Zweigniederlassungen sind in Ghana und Nigeria.
Die Organisation hat seit 1999 einen Beraterstatus beim Wirtschafts- und Sozialrat der Vereinten Nationen.

## Ziele
Die Organisation möchte Afrikanerinnen dazu ermutigen, in der politischen Gestaltung und Entscheidungsfindung auf allen Ebenen mitzuwirken, um auf das soziale und wirtschaftliche Leben Einfluss zu nehmen. Dabei legt sie den Schwerpunkt auf die vier Schlüsselbereiche „Gender und Armut“, „Gender und Konflikt“, „Gender und Governance“ sowie „Gender und Informations-/Kommunikationstechnologien“. Interessen von Frauen sollen auf eine Art gefördert werden, die für Männer und Frauen gleichermaßen Vorteile bringt.

## Workshops
Es gibt über 500 afrikanische Ausbilderinnen, um Workshops in Afrika zu leiten. In den Kursen sollen Lerntechniken für Erwachsene zum Einsatz kommen und geschlechtsspezifische Lernunterschiede berücksichtigt werden. Die Ausbilderinnen haben Sachkenntnisse in Gender- und Politikanalyse und vermitteln Themen wie Geschlechterstereotype, Konzepte für sozialen Wandel, Strategien für die Anpassung an den Klimawandel oder HIV/AIDS am Arbeitsplatz.

## Veröffentlichungen und Veranstaltungen
Die Organisation gibt vierteljährlich den Newsletter ABANTU News heraus. Daneben betreibt die Organisation Lobbyarbeit in Form von Seminaren und politischen Foren und führt Beratungsgespräche mit politischen Entscheidungsträgern und anderen Frauengruppen.